# El primer nueva corónica y buen gobierno

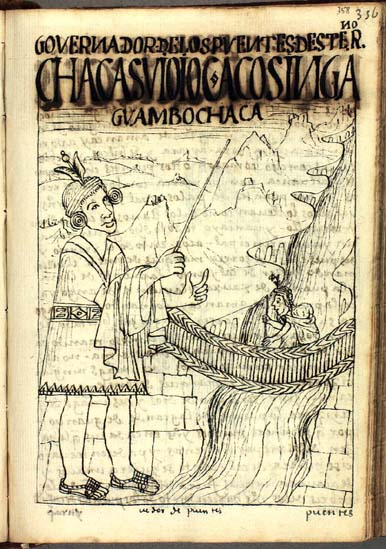
Page de titre de La Primera y Nueva Corónica y el buen Gobierno, de Guaman Poma de Ayala (1615).

 (mars 2010).
 (mars 2010).
La primera nueva crónica y el buen gobierno est l'œuvre de Felipe Guamán Poma de Ayala en 1615-1617.

## Histoire
La Primera y Nueva Corónica y el buen Gobierno (La Première et Nouvelle Chronique et le Bon Gouvernement ) est une chronique péruvienne achevée autour de 1615. Son auteur, le Péruvien indigène Felipe Guamán Poma de Ayala, a envoyé ce manuscrit au roi Philippe III d'Espagne. Son but était de donner un compte rendu historique des Andes depuis les premiers Incas jusqu'à la conquête espagnole ; il devait également attirer l'attention vers les problèmes causés par le gouvernement espagnol dans la région. Le manuscrit n'a jamais été publié et on ne sait où il fut conservé les siècles qui suivirent. Le chercheur Richard Pietschmann l'a redécouvert à la Bibliothèque royale danoise à Copenhague en 1908 ; Paul Rivet a publié une édition en fac-similé à Paris en 1936. Certains chercheurs croient que le manuscrit a voyagé d'Espagne au Danemark via la bibliothèque de Gaspar de Guzmán, comte d'Olivares, en Espagne, dont une partie a été vendue à Cornelius Pedersen Lerche, ambassadeur du Danemark en Espagne. Néanmoins, il s'agit uniquement d'une théorie.

## Contenu
El primer nueva corónica y buen gobierno est une œuvre extrêmement riche et étonnante. Elle comporte 1 200 pages et 400 dessins et a apporté d'innombrables informations aux historiens du Pérou, de l'empire inca et des colonies de l'Espagne, ainsi qu'aux spécialistes des langues andines. Sa lecture est difficile, car l'auteur s'y exprime dans un espagnol fort peu académique, entrecoupé de très nombreux passages en quechua et en aymara. Conscient de l'imperfection de son expression écrite, l'auteur a soutenu son propos par des dessins fort réussis en dépit d'une certaine naïveté. Il est permis de considérer ces dessins comme l'une des plus anciennes bandes dessinées de l'histoire. Le style graphique de Guaman Poma a d'ailleurs exercé une influence directe sur celui d'Hergé et Jacobs lorsqu'ils ont travaillé ensemble sur l'aventure de Tintin intitulée Le Temple du Soleil, où les costumes des personnages incas sont explicitement imités de l'œuvre du chroniqueur péruvien.
La chronique couvre l'ancienne histoire andine, la montée de l'empire Inca, la conquête espagnole, le début de société coloniale et le gouvernement. Guaman Poma décrit la religion, l'ordre social, la législation, les fêtes annuelles et l'organisation économique, ainsi que les fonctions des différents groupes sociaux. Son récit concernant les périodes Inca et pré-Inca est souvent inexact, au regard des normes modernes, mais reflète comment les Incas furent perçus dans le début de la période coloniale, ainsi que certaines idées propres à Guaman Poma. La moitié du livre à peu près est consacrée à une description et une critique sévère de la conquête coloniale espagnole ; cette section du livre est donc une source historique unique précieuse et fiable, écrite par un Péruvien. Le livre contient un grand nombre d'illustrations détaillées qui sont souvent reproduites dans des livres et articles au sujet du Pérou colonial. Guaman Poma a dédié son livre au roi Philippe III d'Espagne, dans l'espoir d'une amélioration du régime colonial, mais il n'y a aucune preuve que le roi ait jamais lu ce livre.

## Postérité
Plusieurs pages du manuscrit El primer nueva corónica y buen gobierno  sont appropriées dans les quatre grands dessins sur toiles avec cadre polychrome (¡Traga!, ¡Corre!, ¡Sopla!, ¡Muere!) réalisés en 1992 par le peintre Herman Braun-Vega pour sa rétrospective de Madrid à l'occasion du cinquième centenaire de la découverte de l'Amérique par Christophe Colomb. Avec les transferts de coupures de presse associées aux dessins de Guamán Poma et aux gravures de Goya, Herman Braun-Vega souligne la souffrance des civils, éternelles victimes des guerres. Braun-Vega fait encore référence aux dessins de Guamán Poma dans son tableau El poder se nutre de dogmas (Vélasquez, Guaman Poma de Ayala, El Greco, Goya), cette fois pour souligner le rôle de l'Église dans la conquête espagnole à travers le processus d'évangélisation des indiens du Pérou.

### Réimpression
Publication Hackett, édition abrégée, 2006,  (ISBN 0-87220-841-9).
Institut d'ethnologie - Paris- Musée de l'Homme - Palais de Chaillot - 1989 - Édition intégrale en fac-similé